# Lot (fiume)
Il Lot (in occitano Òlt oppure Òut) è un fiume francese, che origina dal Massiccio Centrale e sfocia nella Garonna. Il Lot ha dato il proprio nome ai dipartimenti francesi del Lot e del Lot e Garonna.

## Percorso
Il Lot nasce sul versante sud della montagna del Goulet nelle Cevenne (dipartimento della Lozère) ad un'altezza approssimativa di 1.300 m e si getta dopo 481 km nella Garonna nei pressi di Aiguillon nel dipartimento Lot e Garonna.

## Dipartimenti e città attraversate
Il Lot attraversa 131 comuni distribuiti su cinque dipartimenti e quattro regioni:
Lozère
Mende, La Canourgue
Aveyron
Espalion, Saint-Geniez-d'Olt, Capdenac-Gare
Cantal
Vieillevie, Saint-Projet (il fiume separa il Cantal dall'Aveyron per qualche chilometro, a nord di Conques)
Lot
Cahors, Saint-Cirq-Lapopie
Lot e Garonna
Fumel, Villeneuve-sur-Lot, Aiguillon

## Affluenti
Gli affluenti più importanti del Lot sono:
- il Bouisset,  12,1 km
- il Rieucros d'Abaïsse,  11,7 km
- il Bramont,  25,4 km
- la Ginèze,  10 km
- la Colagne,  58,4 km
- il Doulou,  19,2 km
- il Merdanson,  17,7 km
- la Boralde de Saint-Chély-d'Aubrac,  25,1 km
- la Boralde de Flaujac o Boralde Flaujaguèse,  29,3 km
- la Coussanne,  23,1 km

- la Truyère,  167,2 km
- l'Auze,  18,3 km
- il Dourdou de Conques,  83,7 km
- il Mourjou,  12,1 km
- il Riou mort,  23,1 km
- la Diège,  19,1 km
- il Célé,  104,4 km
- il Vers,  23 km
- il Vert,  29,4 km
- il Lissourgues,  10,5 km

- la Thèze,  26,6 km
- la Lémance,  34,5 km
- il Boudouyssou,  31,9 km
- la Masse,  14,7 km
- la Lède,  54,1 km
- l'Autonne,  11,2 km
- la Bausse,  15,8 km
- il Salabert,  11,9 km
- il Chautard,  13,5 km

## Immagini del Lot

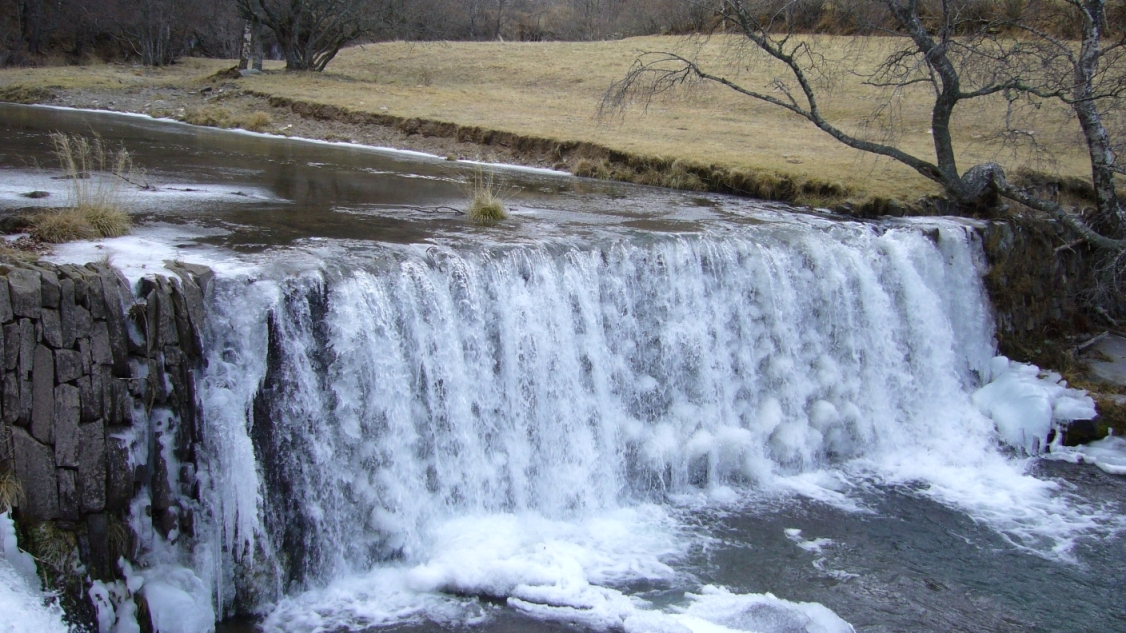
Il Lot ai piedi del Monte Lozère, vicino a Saint-Julien-du-Tournel
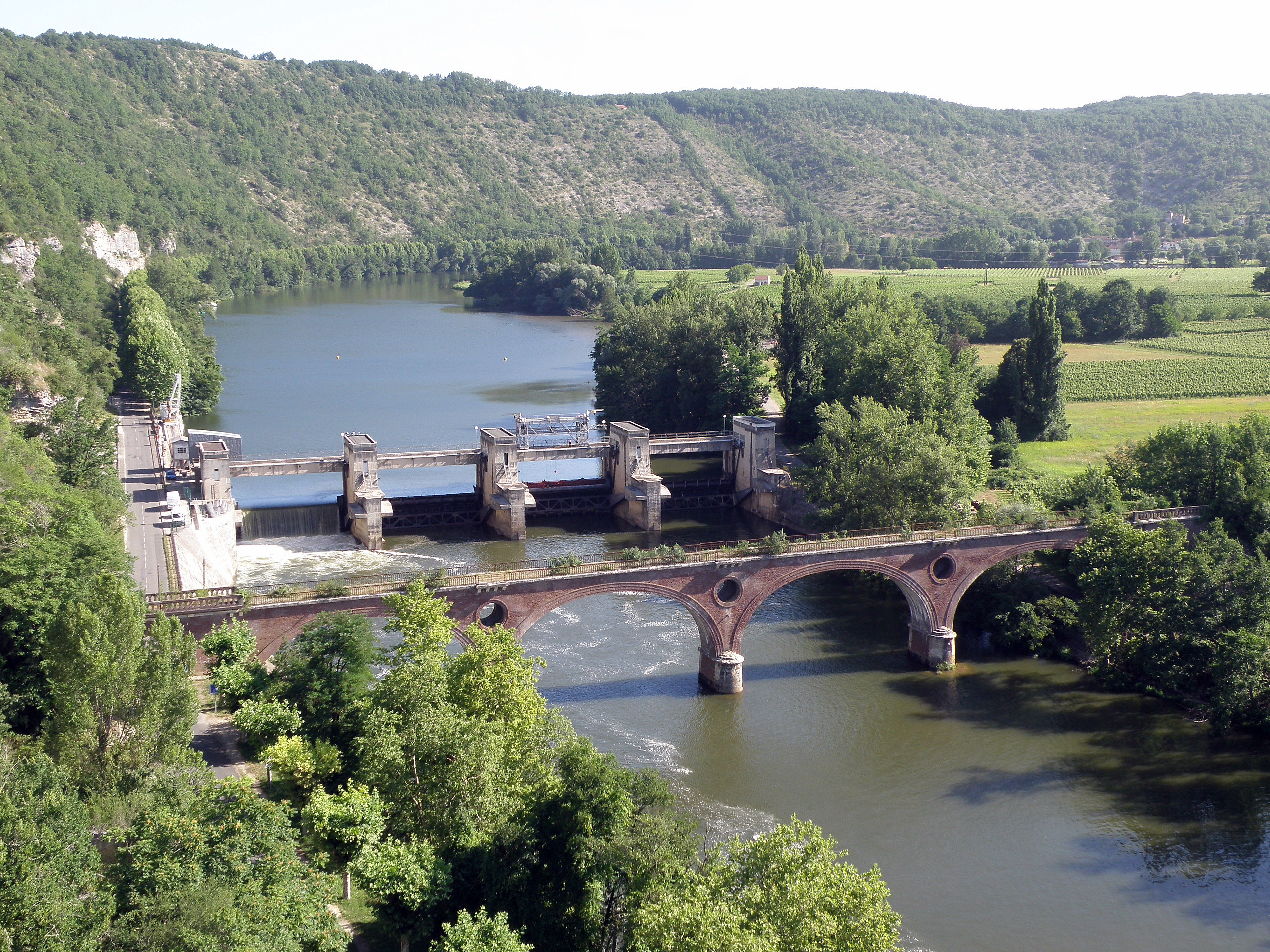
I Lot a Luzech
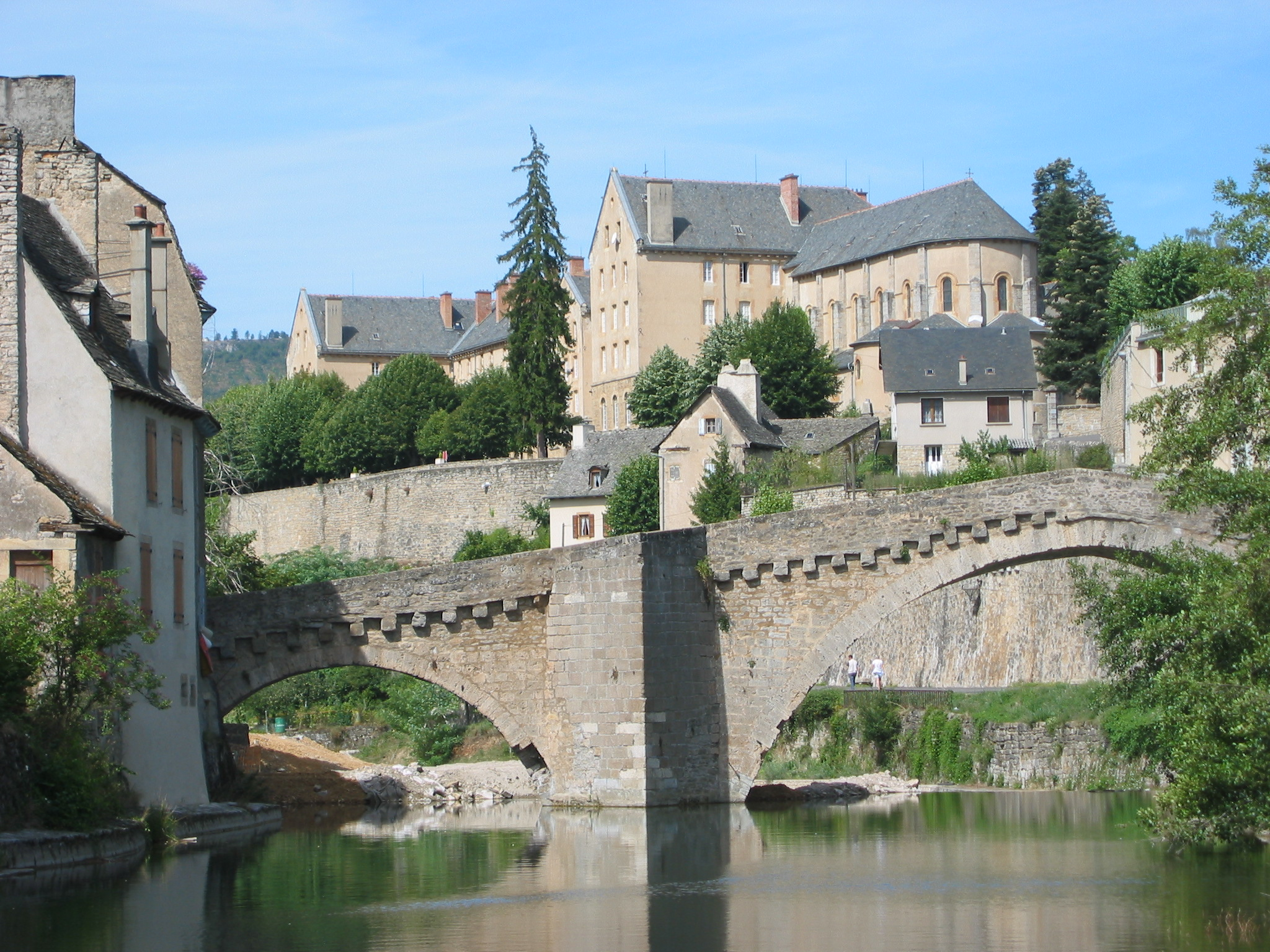
Il Pont Notre-Dame a Mende nel Lozère
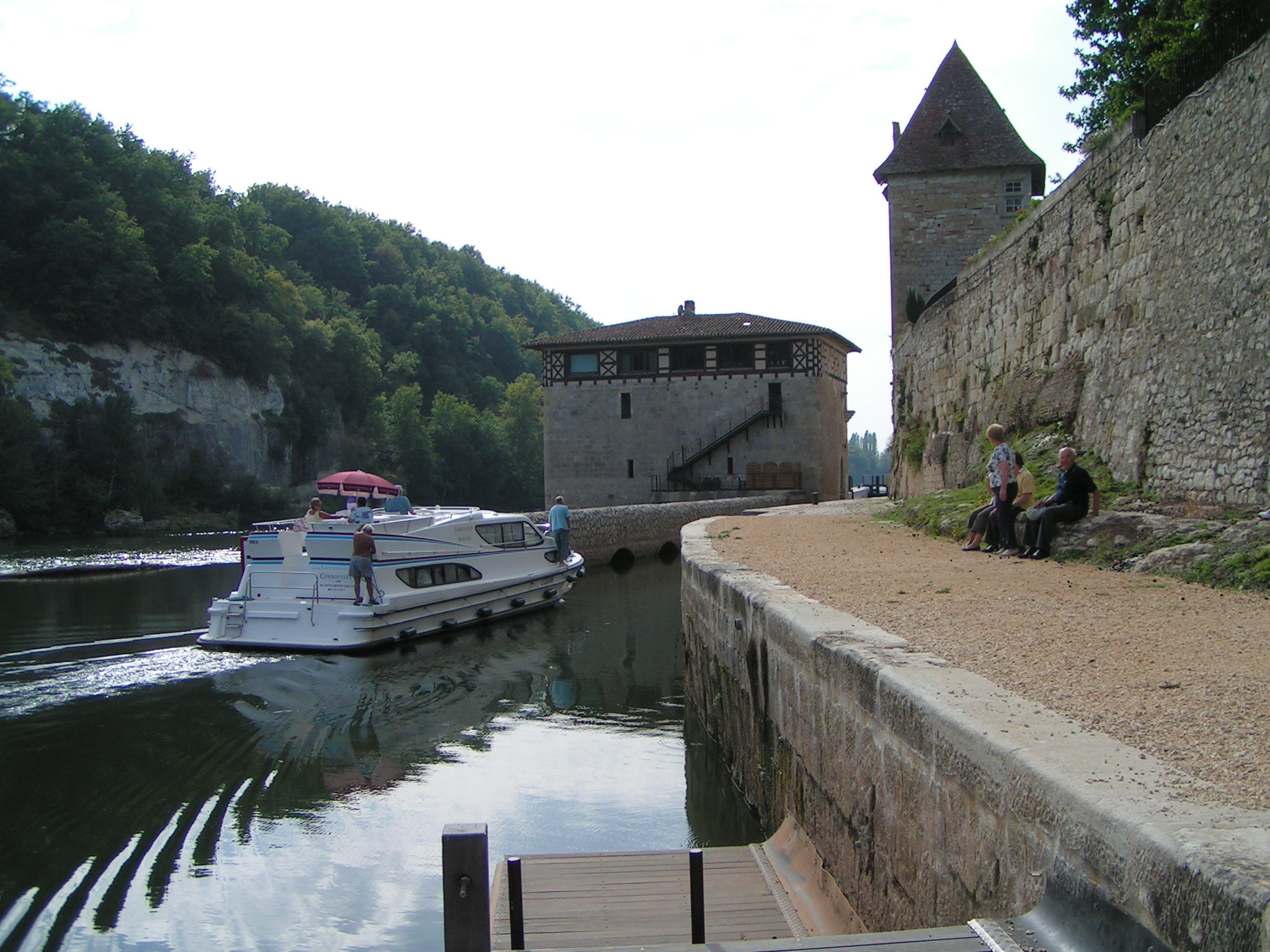
Chiusa di Lustrac